# Умм Кульсум бинт Мухаммад
Умм Кульсу́м бинт Муха́ммад (араб. أم كلثوم بنت محمد‎; неизв., Мекка, совр. Саудовская Аравия — 630, Медина, совр. Саудовская Аравия) — одна из дочерей пророка Мухаммада и Хадиджи.

## Биография
Родилась в Мекке. Была обручена со вторым сыном Абу Лахаба, Утайбой. Однако отношения пророка Мухаммада и его дяди Абу Лахаба испортились и Абу Лахаб инициировал расторжение брачного союза ещё до начала брачных отношений. Умм Кульсум была в числе первых мусульман. Она вместе с другими мусульманами совершила переселение (хиджра) из Мекки в Медину. После смерти своей сестры Рукайи в 624 году она стала женой Усмана ибн Аффана. Потомства у Умм Кульсум и Усмана не было. Умм Кульсум умерла в 630 году, за два года до смерти своего отца.